# دانييل روبرتس
دانييل روبرتس (بالإنجليزية: Daniel Roberts)‏ هو لاعب كاراتيه أمريكي، ولد في 5 أغسطس 1980 في روكفورد في الولايات المتحدة.

## وصلات خارجية
- دانييل روبرتس على موقع شيردوغ (الإنجليزية)
- دانييل روبرتس على موقع IMDb (الإنجليزية)